# Саханка
Саханка (укр. Саханка) — село на Украине, находится в Новоазовском районе Донецкой области. Под контролем самопровозглашённой Донецкой Народной Республики.

## География
К западу от населённого пункта проходит линия разграничения сил в Донбассе (см. Второе минское соглашение).

### Соседние населённые пункты по сторонам света

#### Под контролем ВСУ
ЮЗ: Широкино, Бердянское
З: Лебединское
СЗ: Водяное (в «буферной зоне»)

#### Под контролем ДНР
ССЗ: Коминтерново (в «буферной зоне»)
С: Заиченко, Дзержинское, Ленинское
СВ: Весёлое
ЮВ: Безыменное

## История
В советское время в селе действовало подсобное хозяйство «Саханка», которое снабжало продовольствием работников треста «Азовстальстрой». В этом хозяйстве трудились Герой Социалистического Труда директор Андрей Андреевич Былбас и старший агроном Иван Ильич Севастьянов.

## Население
Население по переписи 2001 года составляло 1093 человека.

## Общие сведения
Код КОАТУУ — 1423686801. Почтовый индекс — 87651. Телефонный код — 6296.

## Адрес местного совета
87651, Донецкая область, Новоазовский район, с. Саханка, ул. Центральная, д.4